# Prefettura di Fès
La prefettura di Fès è una delle prefetture del Marocco, parte della Regione di Fès-Meknès.

## Suddivisioni amministrative
La prefettura comprende la città di Fès, 1 municipalità e 3 comuni:

### Quartieri di Fes
- Agdal
- El Mariniyine
- Fes-Medina
- Jnan El Ouard
- Saiss
- Zouagha

### Municipalità
- Mechouar Fes Jdid

### Comuni
- Ain Bida
- Oulad Tayeb
- Sidi Harazem